# Estadio de Port Said
El Estadio de Puerto Saíd (en árabe: "ستاد بورسعيد" o  Stad Būr Saʻīd) también llamado Estadio Al-Masry fue un estadio multipropósito ubicado en Al-Manakh, suburbio de la ciudad de Puerto Saíd, Egipto. Posee una capacidad para 17 988 personas y fue utilizado por el club Al-Masry de la Liga Premier de Egipto.
Fue uno de los seis estadios que se utilizaron en la Copa Africana de Naciones 2006, celebrada en Egipto. En 2009, el estadio fue utilizado en la Copa Mundial de Fútbol Sub-20 de 2009.

## Trágicos sucesos
El 1 de febrero de 2012 ocurre en este recinto la Tragedia de Port Saíd, donde 74 personas murieron y cerca de mil resultaron heridas, motivo por el cual fue inhabilitado de albergar partidos oficiales de fútbol tras la tragedia